# Kabacan
Kabacan is een gemeente in de Filipijnse provincie Cotabato op het eiland Mindanao. Bij de laatste census in 2007 had de gemeente bijna 74 duizend inwoners.

## Geografie

### Bestuurlijke indeling
Kabacan is onderverdeeld in de volgende 24 barangays:
| - Aringay - Bangilan - Bannawag - Buluan - Cuyapon - Dagupan - Katidtuan - Kayaga - Kilagasan - Magatos - Malamote - Malanduague | - Nanga-an - Osias - Paatan Lower - Paatan Upper - Pedtad - Pisan - Poblacion - Salapungan - Sanggadong - Simbuhay - Simone - Tamped |

## Demografie
Kabacan had bij de census van 2007 een inwoneraantal van 73.991 mensen. Dit zijn 11.993 mensen (19,3%) meer dan bij de vorige census van 2000. De gemiddelde jaarlijkse groei komt daarmee uit op 2,47%, hetgeen hoger is dan het landelijk jaarlijks gemiddelde over deze periode (2,04%). Vergeleken met de census van 1995 is het aantal mensen met 12.510 (20,3%) toegenomen.

De bevolkingsdichtheid van Kabacan was ten tijde van de laatste census, met 73.991 inwoners op 448,09 km², 137,2 mensen per km².